# Mambéré-Kadéï
Mambéré-Kadéï – prefektura w Republice Środkowoafrykańskiej z siedzibą w Berbérati. Wchodzi w skład regionu Equateur.
Prefektura rozciąga się w zachodniej części kraju i graniczy z Kamerunem. Na północy Mambéré-Kadéï graniczy z prefekturą Nana-Mambéré, na północnym wschodzie z prefekturą Ombella-Mpoko, na południowym wschodzie z prefekturą Lobaye i na południu z prefekturą Sangha-Mbaéré.
Powierzchnia Mambéré-Kadéï wynosi 30 203 km². W 1988 zamieszkiwało ją 207 650, a w 2003 roku 364 795 osób.
W skład Mambéré-Kadéï wchodzi 7 podprefektur (sous-préfectures) i 12 gmin (communes):
- podprefektura Amada-Gaza
  - Haute-Boumbé
- podprefektura Berbérati
  - Basse-Batouri
  - Basse-Mambér
  - Haute-Batouri
  - Ouakanga
- podprefektura Carnot
  - Carnot
  - Senkpa-Mbaéré
- podprefektura Dédé-Makouba
  - Haute-Kadei
- podprefektura Gadzi
  - Mbali
  - Topia
- podprefektura Gamboula
  - Basse-Boumné
- podprefektura Sosso-Nakombo
  - Basse-Kadei